# Stenotabanus geijskesi
Stenotabanus geijskesi är en tvåvingeart som beskrevs av David Fairchild 1953. Stenotabanus geijskesi ingår i släktet Stenotabanus och familjen bromsar. Inga underarter finns listade i Catalogue of Life.